# Shib Koh
Shib Koh, eller Shib Kuh, är ett distrikt i Afghanistan. Det ligger i provinsen Farah, i den västra delen av landet, 800 kilometer väster om huvudstaden Kabul.
Distriktet beräknades år 2022 ha cirka 27 000 invånare.